# Спайность
Спа́йность в минералогии — способность кристаллов и кристаллических зёрен раскалываться или расщепляться по определённым кристаллографическим направлениям, иными словами, по плоскостям, которые параллельны реальным или возможным граням кристалла. Такие грани обозначаются индексами Миллера, например, пишут «полевой шпат обнаруживает совершенную спайность по (001) и менее совершенную по (010)». Это механическое свойство кристаллических сред связано с их внутренним строением (соотношение сил сцепления в кристаллической решётке) и не зависит от внешней формы кристаллов. Поэтому этот признак служит одной из важных диагностических характеристик минералов.

## Шкала спайности минералов

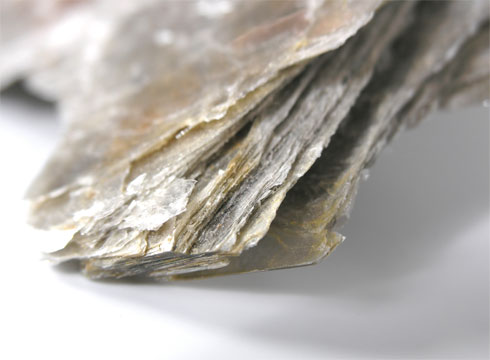
Спайность весьма совершенная — мусковит

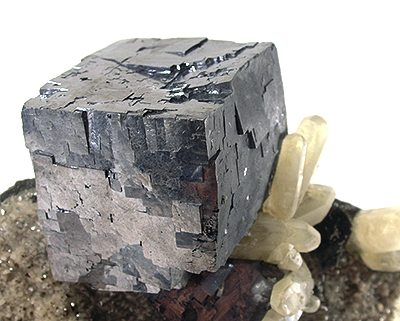
Спайность совершенная — галенит

Степень совершенства проявления спайности определяется по принятой пятиступенчатой шкале:
1. Спайность весьма совершенная — кристалл способен расщепляться на тонкие пластинки или листочки без затруднений, получить излом иначе как по спайности трудно (примеры: слюды, хлорит).
2. Спайность совершенная — при которой кристаллы раскалываются молотком, и всегда получаются выколки по спайности, напоминающие настоящие кристаллы (полевой шпат, кальцит, галенит, каменная соль, ортоклаз).
3. Спайность средняя — на обломках минералов видны плоскости спайности и неровные изломы по случайным направлениям (роговая обманка).
4. Спайность несовершенная — спайность обнаруживается с трудом, изломы с неровными поверхностями (апатит, сера, оливин, аметист).
5. Спайность весьма несовершенная — спайность практически отсутствует и обнаруживается в исключительных случаях (корунд, золото, платина, магнетит). Такие тела часто имеют раковистый излом.

## Направления раскалывания
Направления раскалывания зависят от простой кристаллографической формы кристалла и могут происходить по одному, двум, трём и более направлениям:
- по пинакоиду — 1 направление;
- по ромбической или тетрагональной призме — 2;
- по гексагональной призме — 3;
- по ромбоэдру и кубу — 3;
- по октаэдру — 4;
- по ромбододекаэдру — 6.